# Topești
Topești es una localidad rumana del oraș de Tismana, en el condado de Gorj.

## Historia
Hacia comienzos del siglo XX, la localidad, que ya por entonces pertenecía al condado de Gorj, formaba parte de la antigua comuna homónima de Topești y tenía contabilizada una población de 909 habitantes.
En la segunda mitad del siglo XX había pasado a formar parte del oraș de Tismana. En el censo de 2021 la localidad tenía una población de 302 habitantes.